# 시선 (2014년 영화)
"시선"은 2014년에 개봉한 대한민국의 영화이다.

## 캐스팅
- 오광록 : 조요한 역
- 남동하 : 구민영 역
- 박용식 : 유승학 역
- 김민경 : 송명자 역
- 이영숙 : 노은실 역
- 서은채 : 이하나 역
- 홍성춘 : 최영일 역
- 이승희 : 허영란 역
- 이호 : 임대훈 역
- 민병국 : 한국 대사 역
- 정우식 : 김지훈 역
- 정재곤 : 세례스님 역
- 최선규 : 아나운서 역 (우정출연)
- 박윤아 : 나레이션 역 (우정출연)